# Esko Lehti
Esko Toivo Tapio Lehti, född 12 juni 1933 i Kides, död 24 oktober 1995 i Helsingfors, var en finländsk arkitekt. 
Lehti blev student 1953, utexaminerades som arkitekt 1961 och blev teknologie licentiat 1971. Efter praktik på flera arkitektbyråer var han planearkitekt vid Norra Karelens länsstyrelse 1963–1967, teknisk chef för Standardiseringsverket 1967–1971 samt överassistent och biträdande professor vid Tammerfors tekniska högskola 1971–1975. Han var överombudsman för Bygginformationsstiftelsen 1975–1995 och utvecklade under denna tid stiftelsen till en viktig organisation som informationsdistributör och förläggare för byggbranschen, med ett starkt nordiskt samarbete. Han bedrev även privatpraktik och ritade bland annat Joensuu simhall (1970), Ateljéhuset i Lahtis (1972) och konstnärsbostäderna i Åggelby, Helsingfors (tillsammans med Kirmo Mikkola, 1976).